# جفين (إربد)

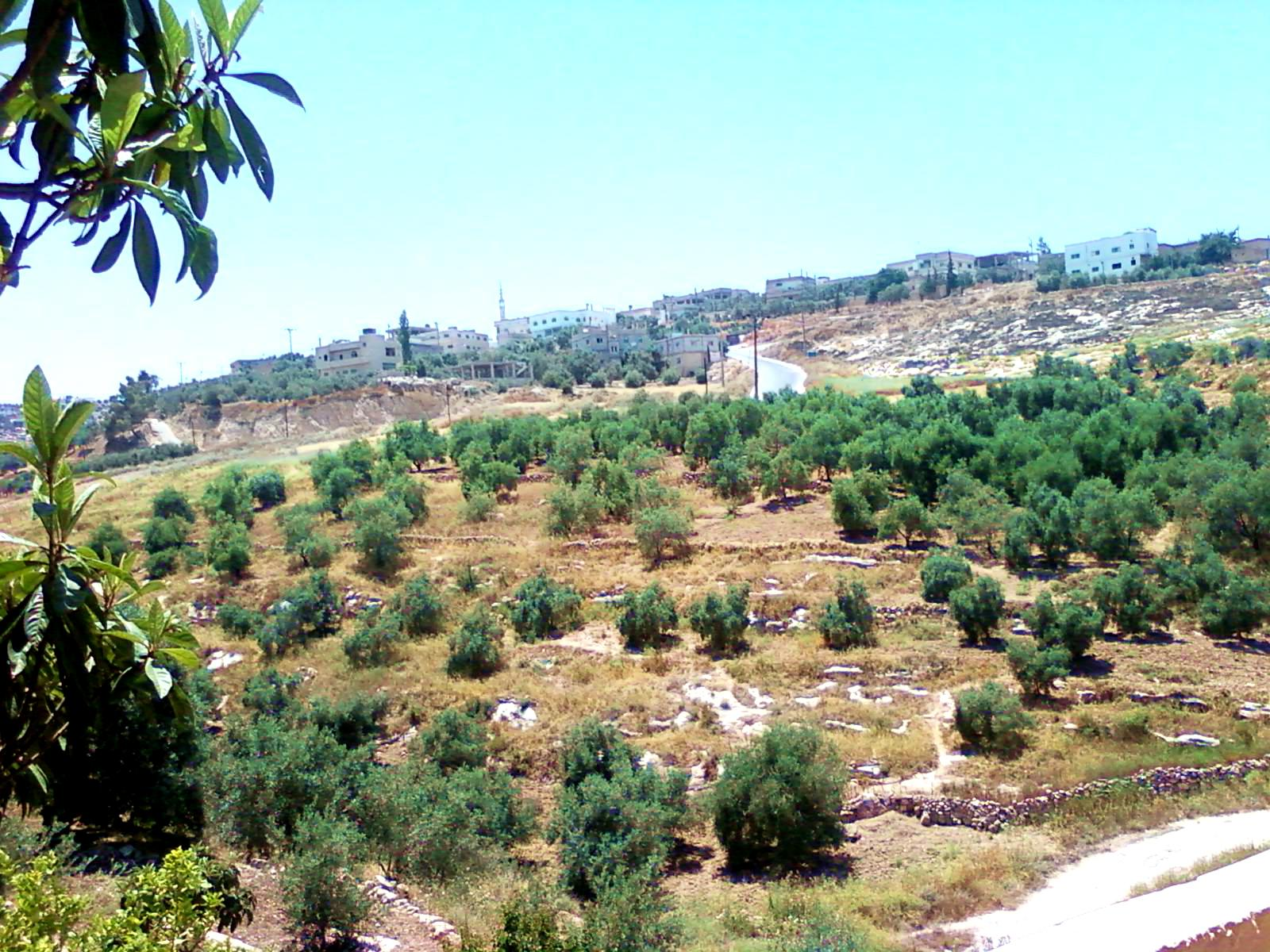
قرية جفين.

جفين  هي قرية من قرى لواء الكورة في محافظة إربد  في الأردن،  تقع غرب بلدة دير أبي سعيد (مركز اللواء) على بعد 3 كلم، تمتد أطرافها إلى مصب وادي أبو زياد شمالاً باتجاه الأغوار الشمالية   نحو بلدة المشارع، ومن الغرب تصل حدود أراضيها إلى بلدتي المشارع وطبقة فحل، ومن الجنوب تصل أطراف أراضيها إلى منطقة حمة أبو ذابلة مسيرًا شرقا باتجاه منابع عدة ينابيع تصب بوادي عيون أبو صالح نحو حمة أبو ذابلة، وفي جزء أطرافها الجنوبية الشرقية تتشابك أراضيها مع أراضي بلدة أبو القين وتستمر إلى الشمال الشرقي لتلتقي ببعض أراضي بلدة كفر الماء ومن ثلم بلدة دير أبي سعيد.
تشتهر القرية بربيعها الدافئ وتنوع الازهار البرية وغالبيتها من الاقحوان الابيض والاصفر، ومن أجمل ازهارها زهرة السوسنة البرية، وتكثر زراعة اللوزيات وكروم العنب، والتين، وتتنوع المواشي بحسب توفر المراعي واصبحت سهول البلدة مراعي لمواشي تأتي من محافظة المفرق، ويكثر الزيتون الذي منه قسم رومي، والبلدة تعتبر محطة وصل بين الغور الشمالي وقرى اللواء.

## تاريخ
يعود تكوين بلدة جفين إلى العصور البيزنطية والرومانية حيث كانت فيها قلعة مهدمة بقاياها تقع في الجزء الشرقي من البلدة، وتكثر حولها الكهوف والمغر التي تحتوي قبور رومانية، دمر العبث أغلبها.
تعرضت القرية خلال حروب الاستنزاف مع العدو الصهيوني لهجمات الطيران الإسرائيلي خلال فترة حرب الاستنزاف ومعركة الكرامة (1967-1972)، وقد استشهد عدد من أبناء البلدة على اسوار القدس وفي الكرامة وخلال القصف الإسرائيلي بالمدفعية والطيران.

## الجغرافيا والمناخ
تكثر ينابيع المياه حول البلدة وقد جف جزء منها، وأراضي البلدة خصبة قياسا مع أراضي قرى أخرى، حيث تتساقط عليها كميات كبيرة من الأمطار تصل في حدود 700ملم سنويا، ويقع في جنوبها الغربي بلدة طبقة فحل والتي تقع «حمة أبو ذابله» في جزئها الشمالي الشرقي، وفيها نبع الجم الذي كان يمثل سببا لوجود الحياة في المنطقة التي أصبحت آثارها الرومانية مهدمة بفعل عوامل الطقس والتخريب، ولم تتلقى لغاية الآن العناية والترميم الكافي، وتمتاز حمة أبو ذابلة بمياهها المعدنية، ويمكن الوصول اليها من جفين ومن طبقة فحل، وجفين تتربع على هضبة في قمتها الغربية رأس أبو مطر، وفي قمتها الجنوبية راس الراية وكروم علين، وتنحدر إلى الشرق والجنوب الشرقي والشمال نحو اودية وبعض الهضاب ويصل عدد سكانها إلى ستة آلاف نسمة، وتطل بموقعها على غور الأردن الشمالي، وتظهر بحيرة طبريا للعيان، ومن ثم سفوح جبال صفد والناصرة في الشمال الغربي، ومن ثم سهل بيسان في فلسطين المحتلة، تمتاز أراضي بلدة جفين بتداخل الحرش الذي تتكاثر فيه اشجار البلوط والزعرور والبطم، مع المناطق السكنية الزراعية، وهناك أيضا غابة طبيعية جنوب غرب بلدة جفين أطلق عليها (المستنبت) تحوي أشجار السرو واللزاب.

## السكان
يعمل أبناء البلدة في الزراعة ومنهم موظفون بالقوات المسلحة والأجهزة الأمنية، وقطاعات التربية والصحة، وفيها مركز صحي وثلاثة مدارس، ومنتدى ثقافي.

## صور من ارجاء جفين

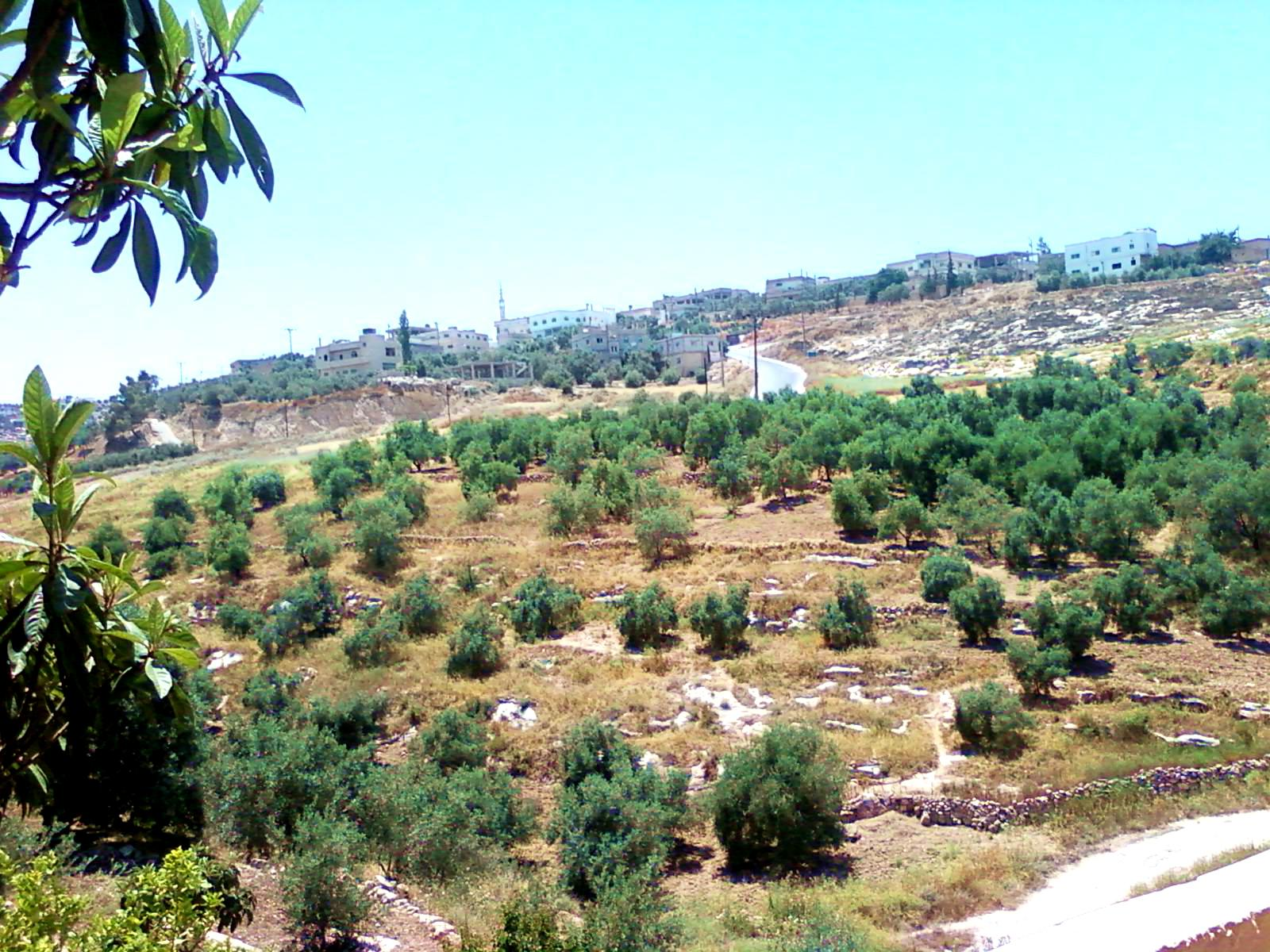
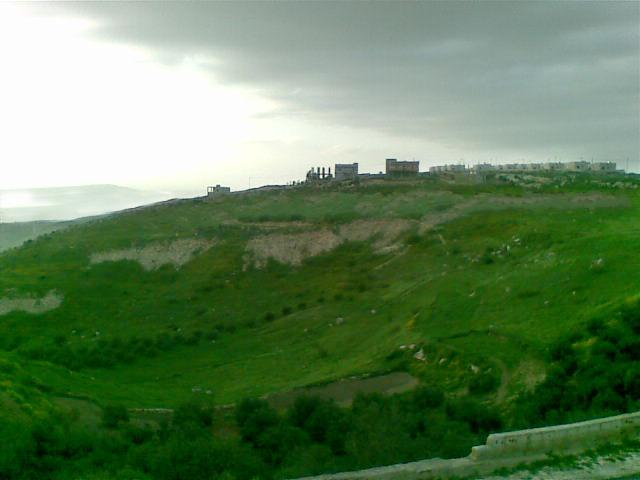
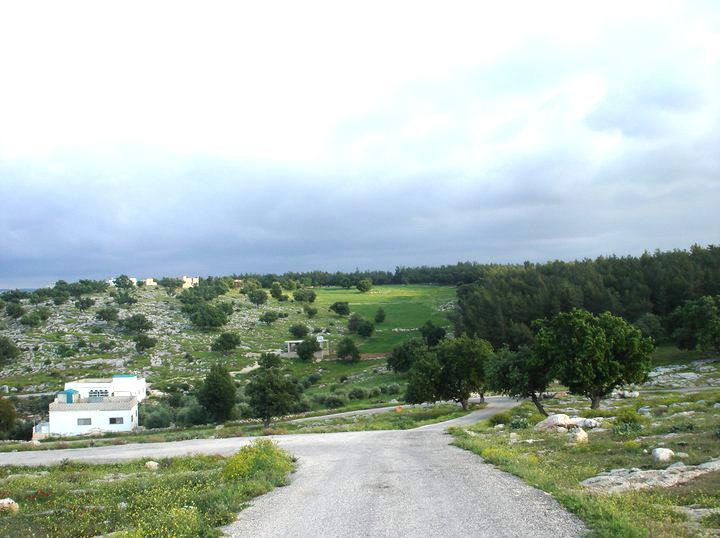
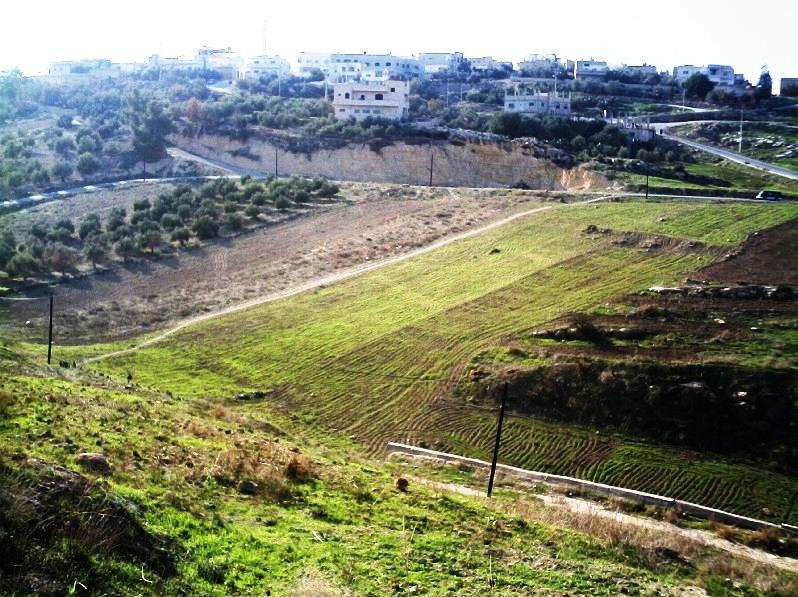
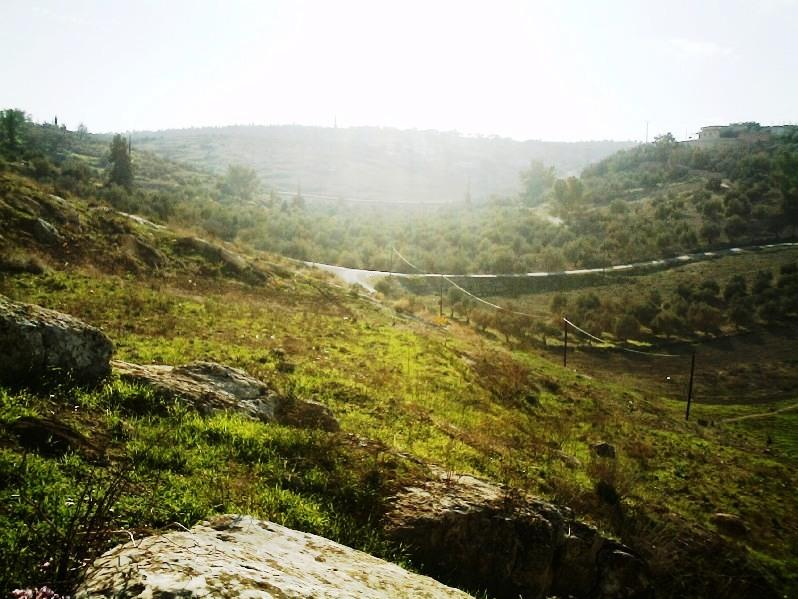
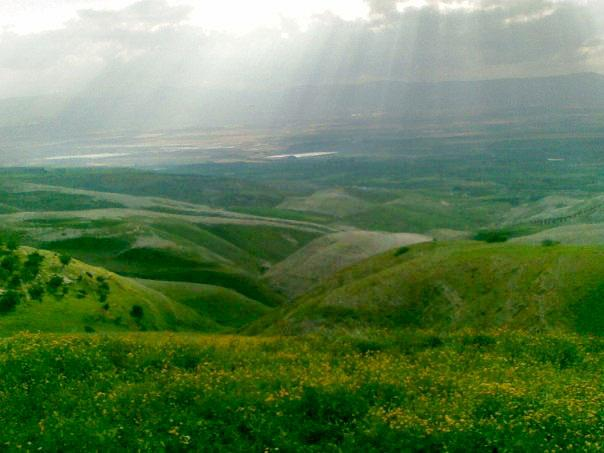

## صور من بستان جفين (المستنبت)

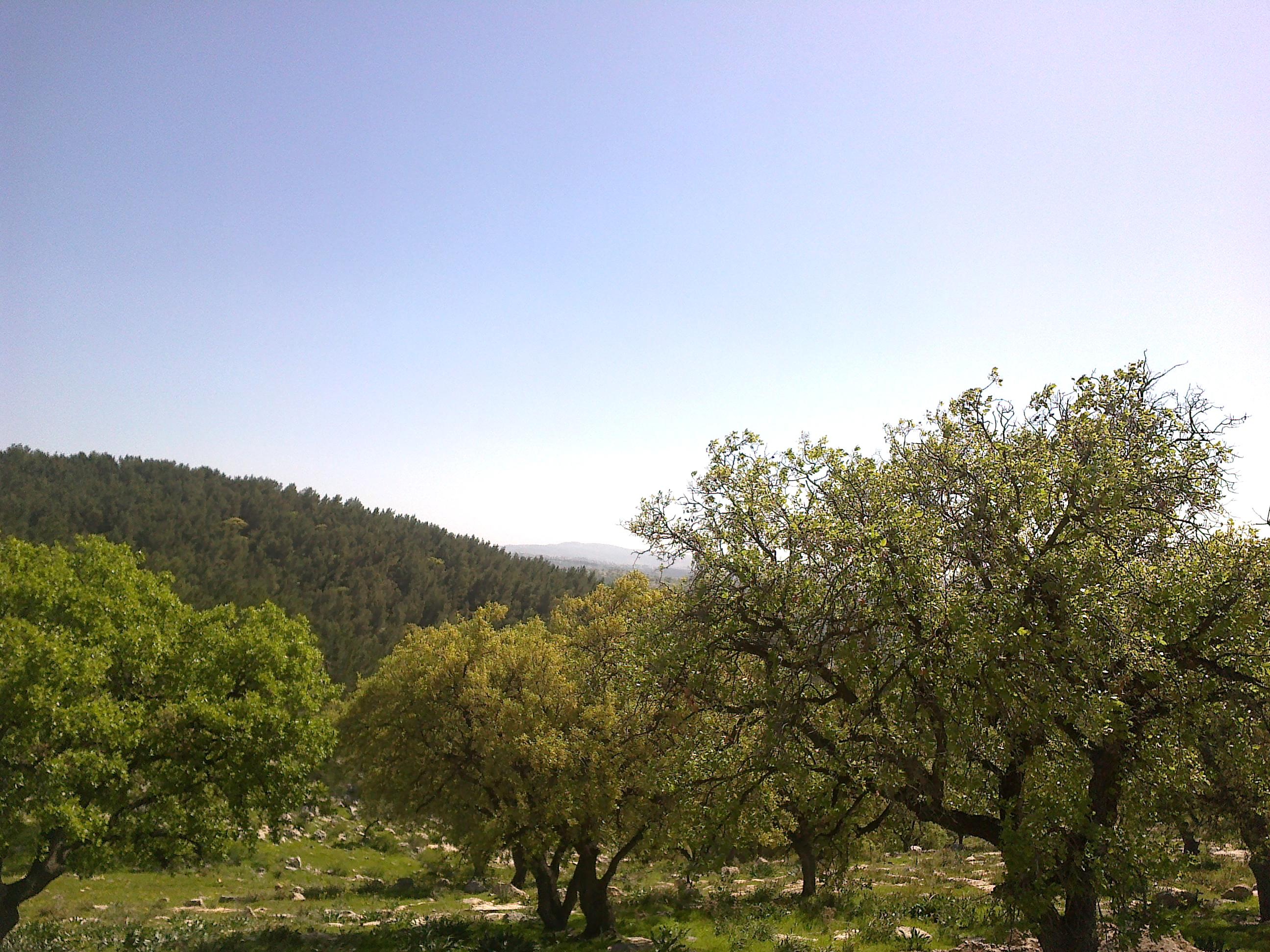
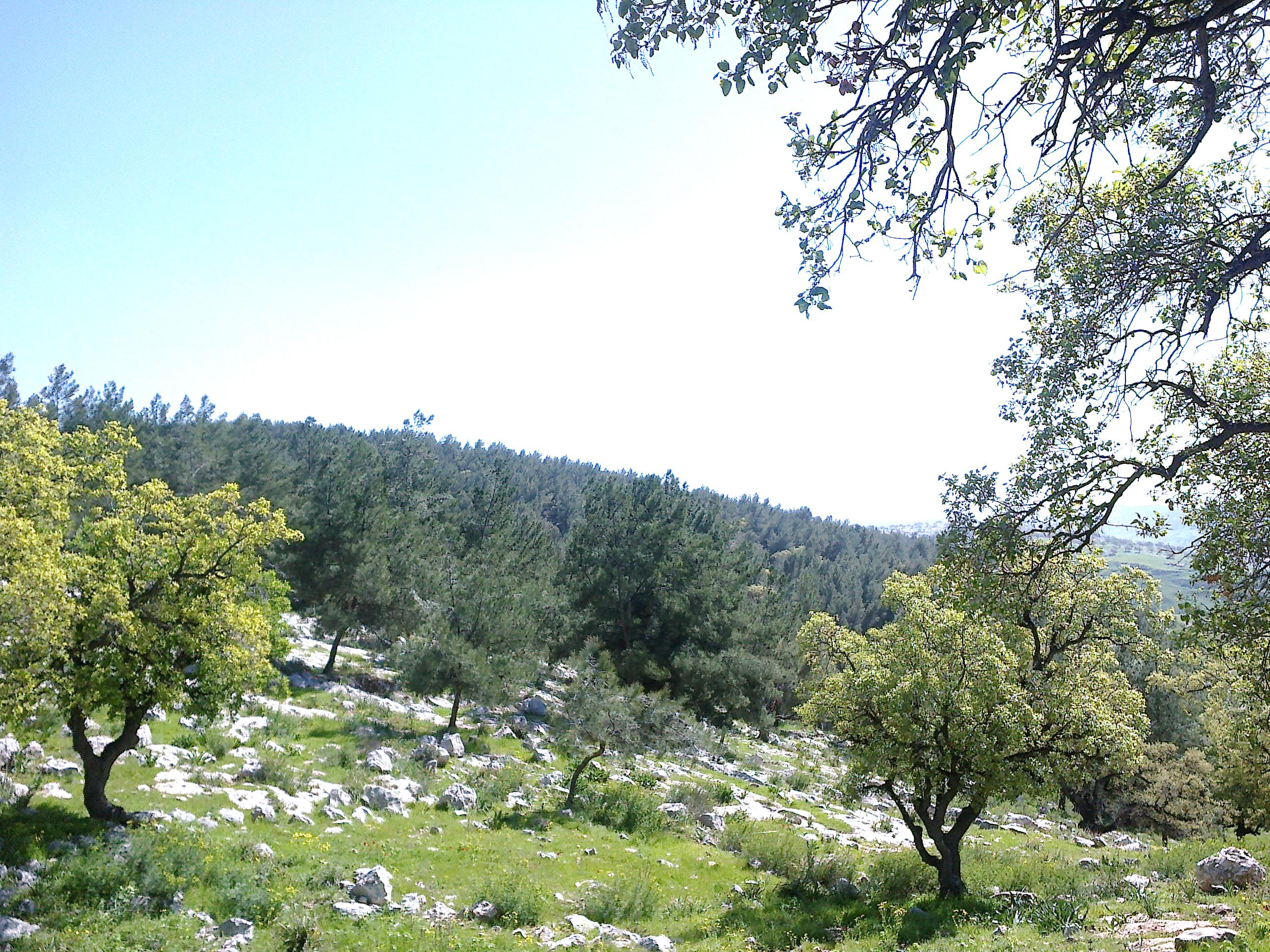
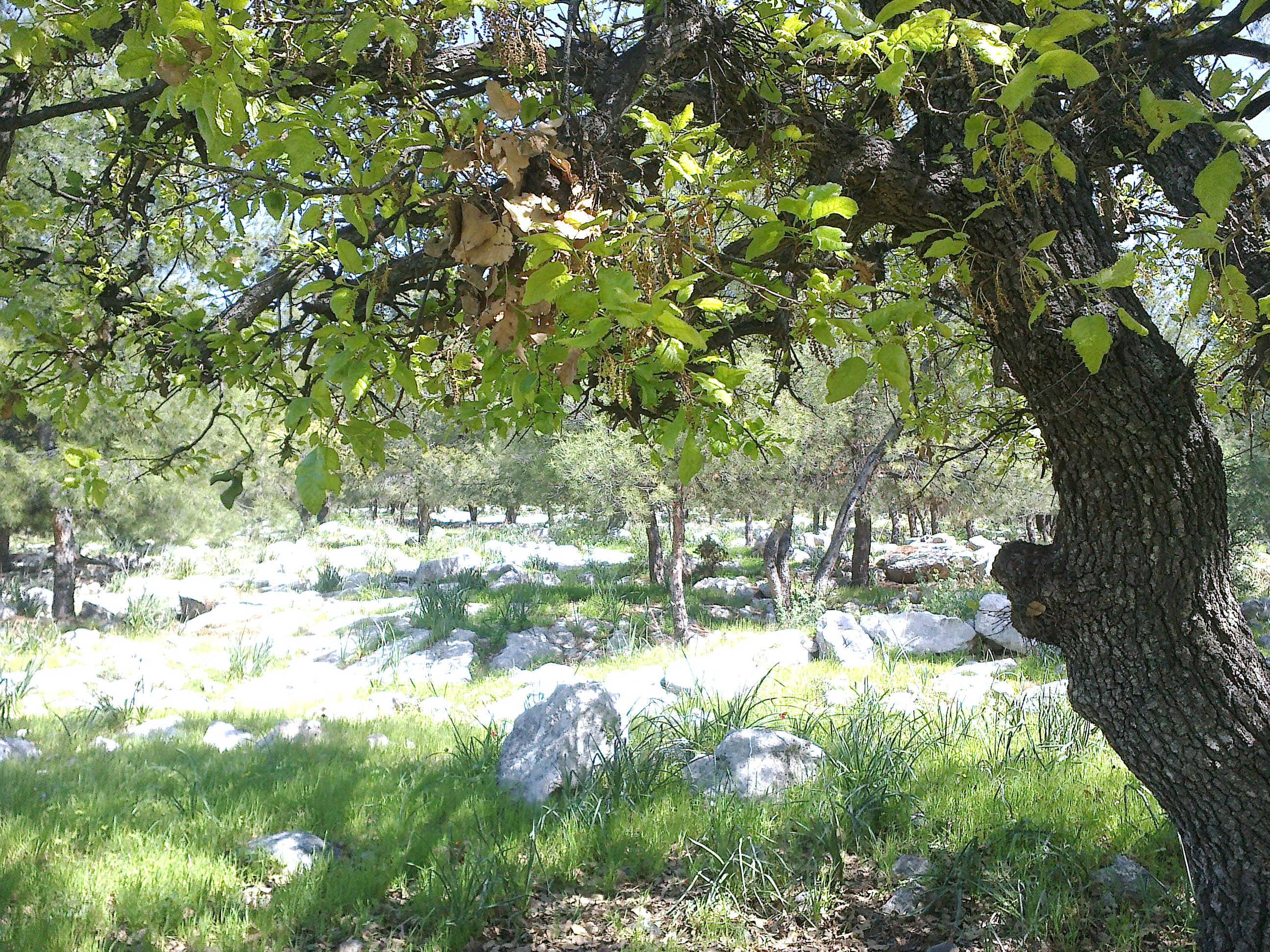
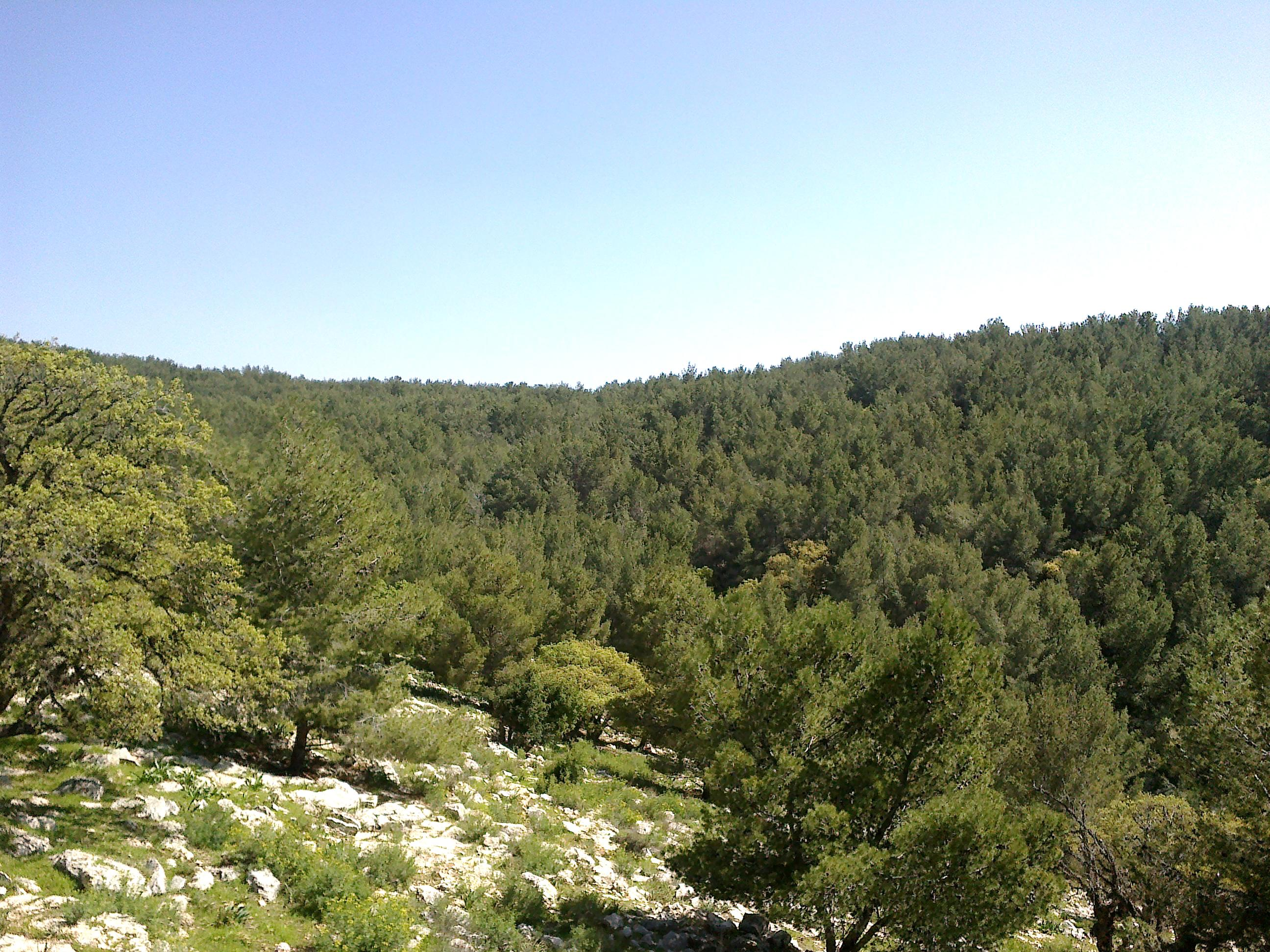
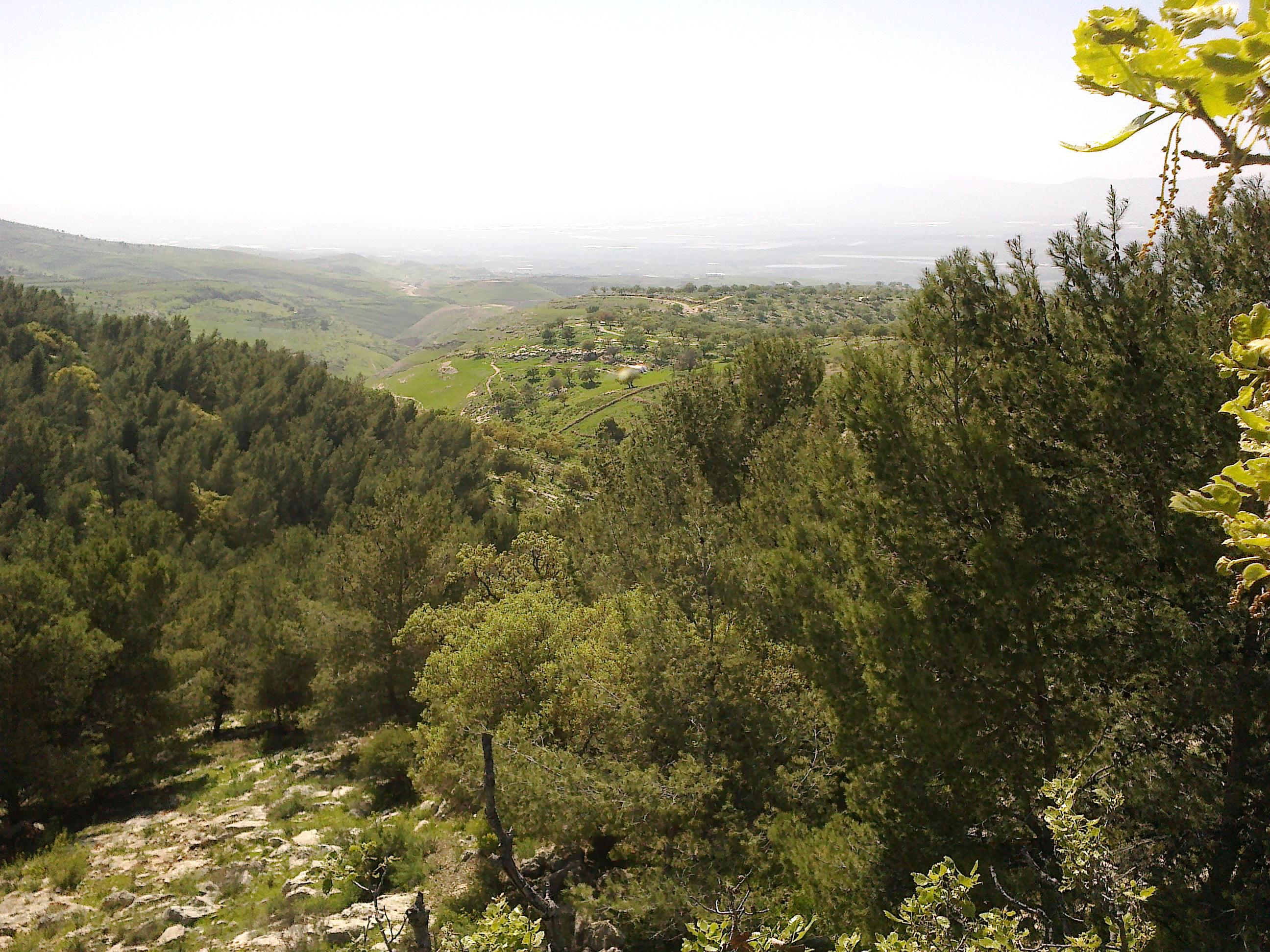
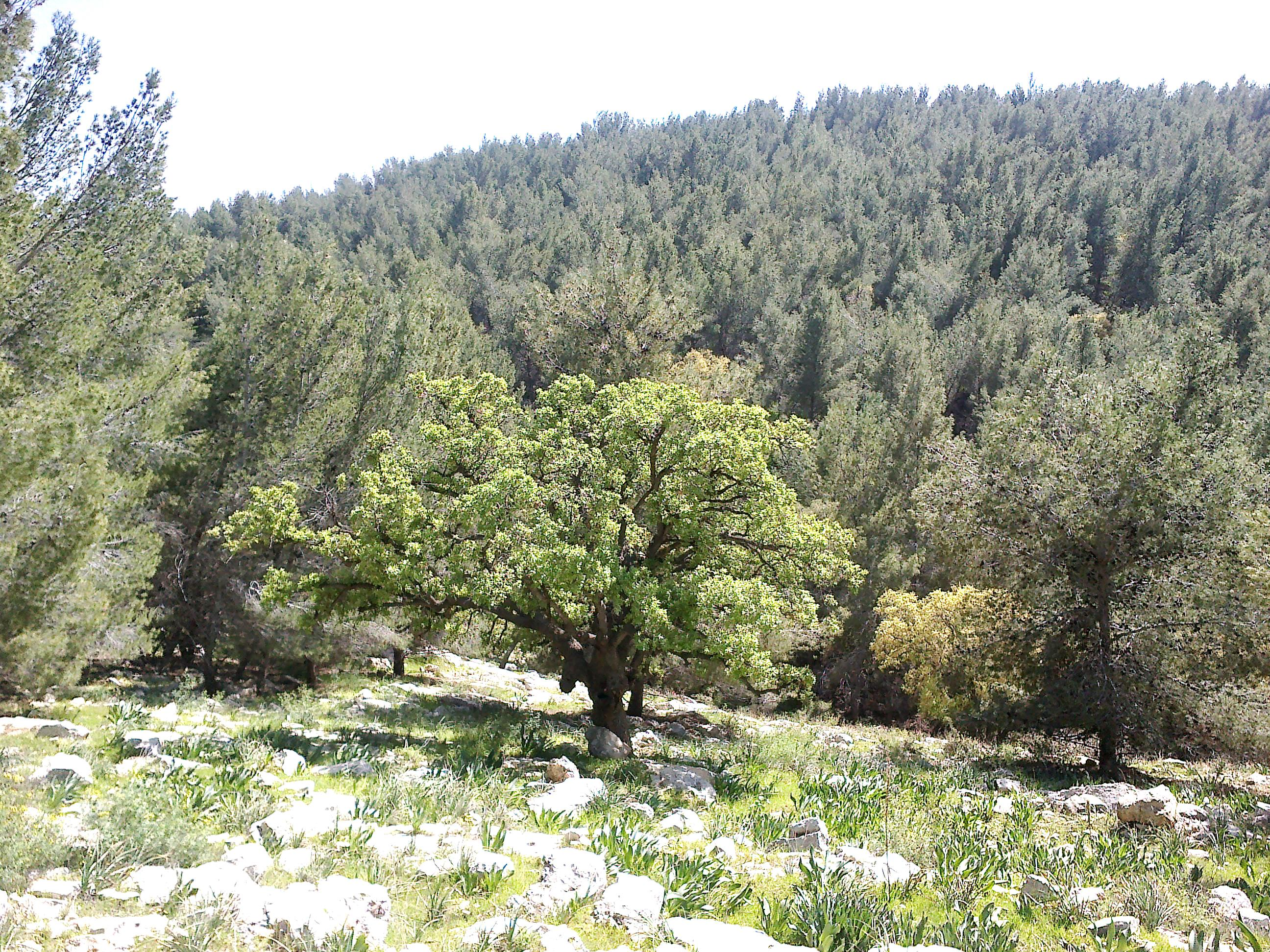
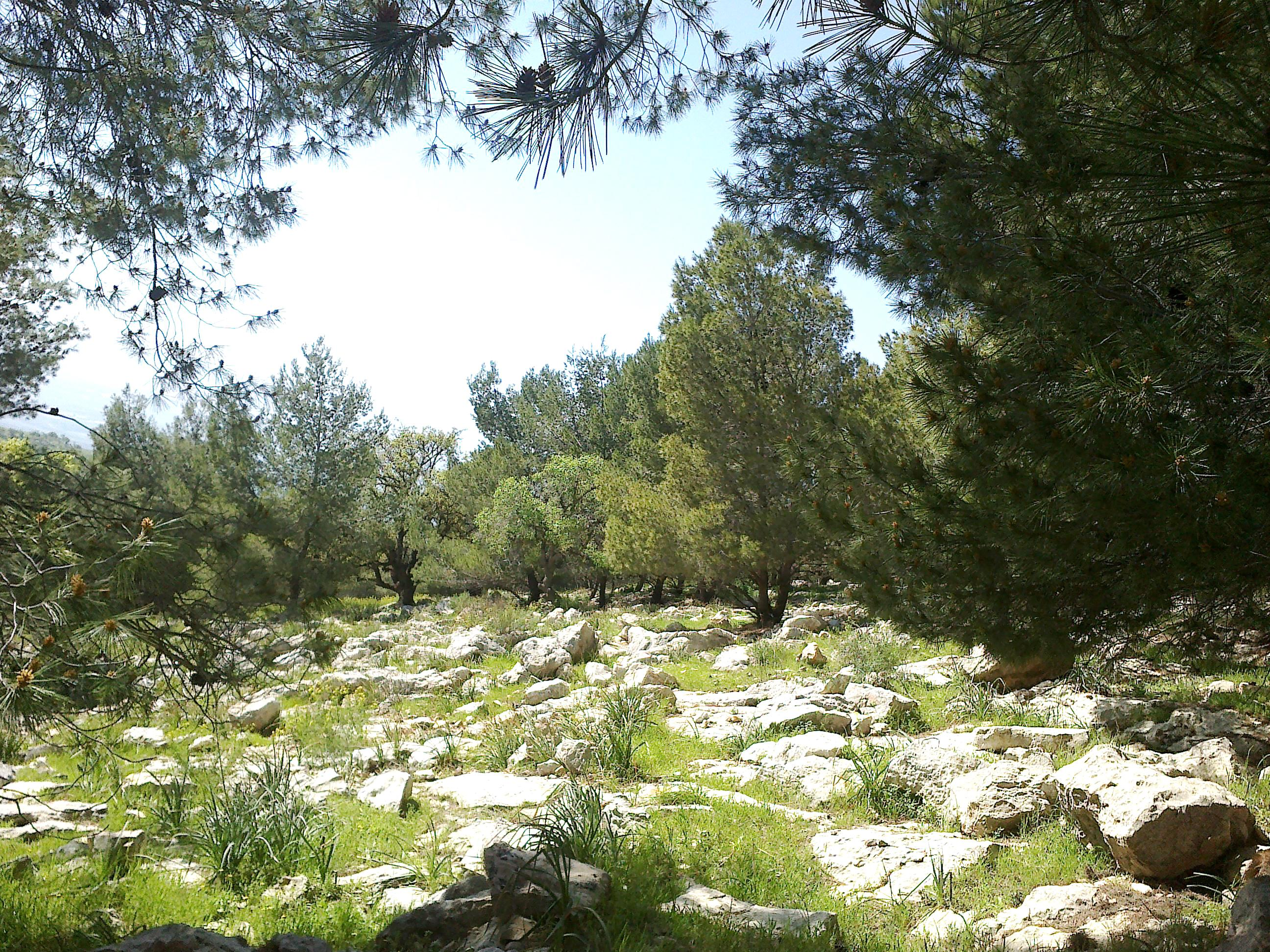

## المنطقة الشرقية

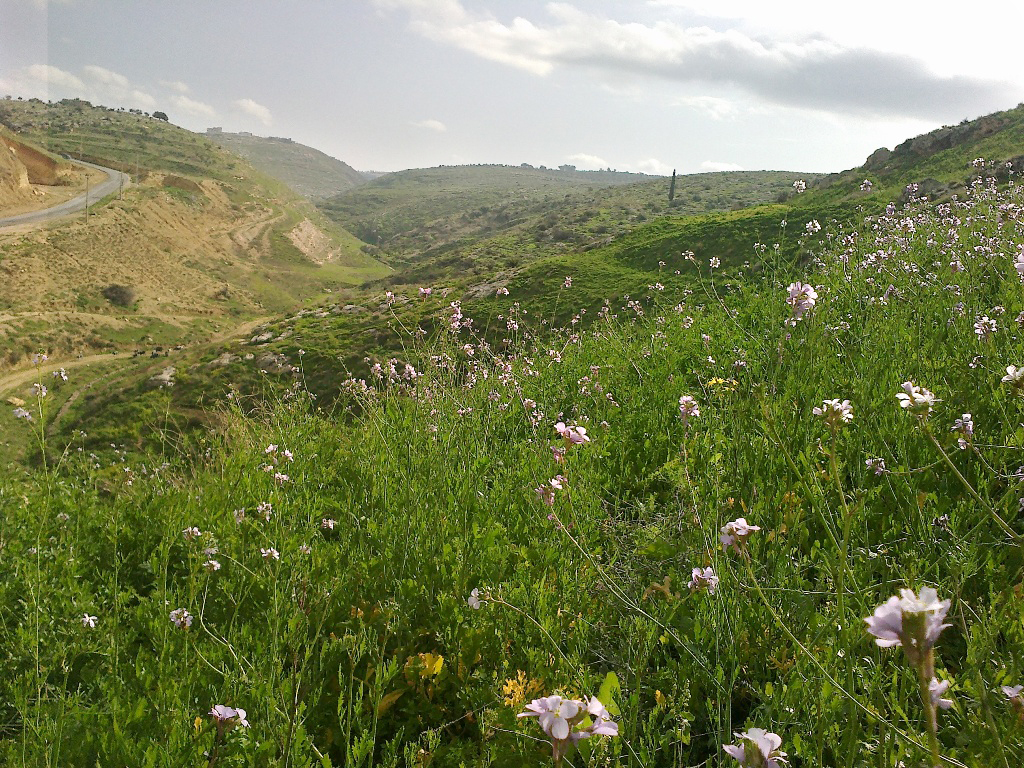
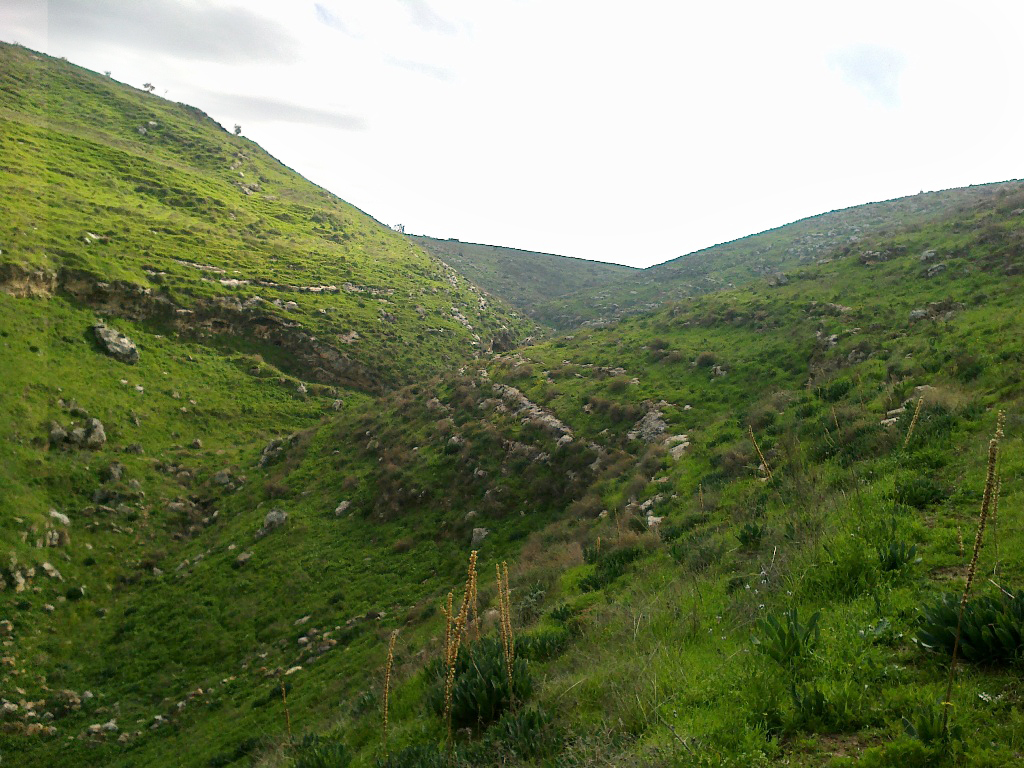
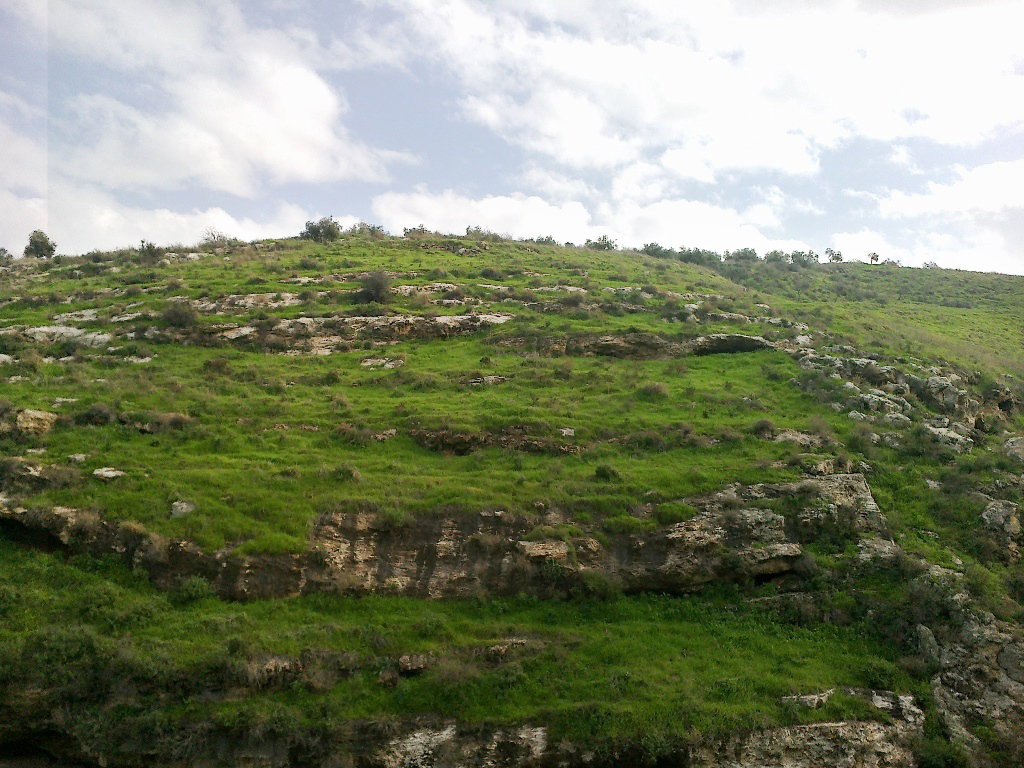
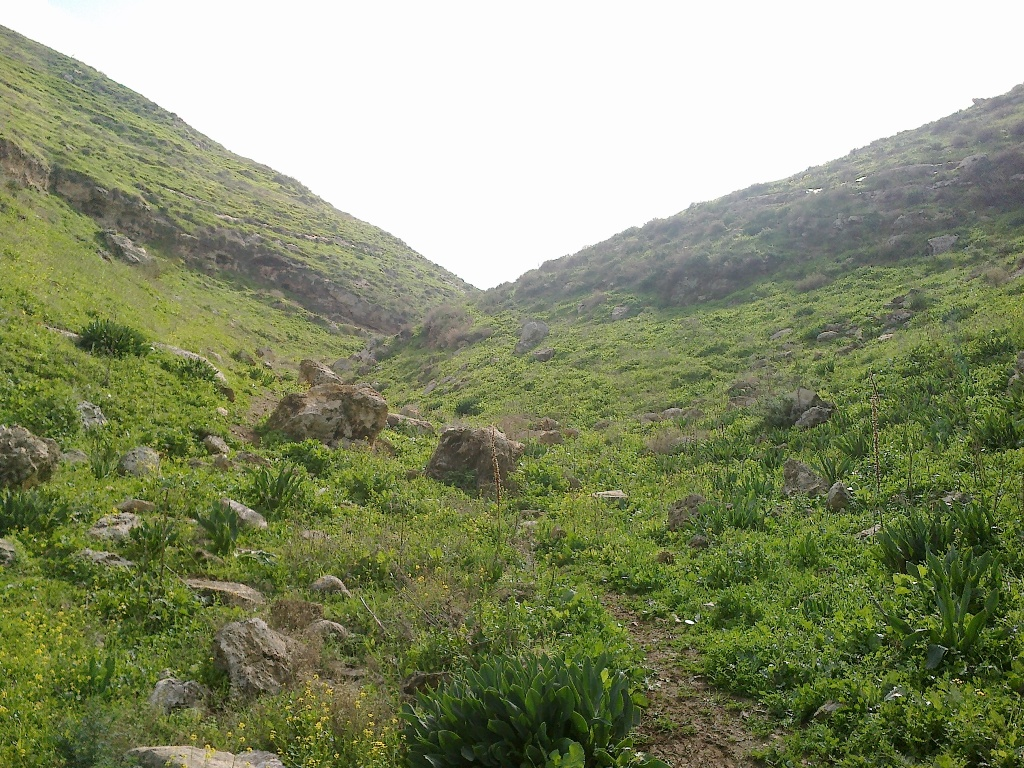